# 本山かおり
本山 かおり（もとやま かおり、1986年11月12日 - ）は、日本の声優、女優。神奈川県出身。元B-Box所属。旧芸名は橘 か織（たちばな かおり）。

## 略歴
2011年よりB-Boxに所属。2013年をもって一旦退所したが、2015年より復帰した。
事務所への復帰と同時に、社長から改名を勧められたことを機に、芸名を「橘か織」から「本山かおり」に改名した。
2022年3月、B-Boxを退所。

## 人物
趣味には絵本、特撮、工作、イラストをそれぞれ挙げている。

## 出演

### テレビアニメ
2016年
- ヘボット!（2016年 - 2017年、イノシロー）

2017年
- 龍の歯医者
- 夏目友人帳 陸（生徒たち）
- メイドインアビス（2017年 - 2022年、子供） - 2シリーズ

2018年
- BANANA FISH（メイド、ブレンダ）
- 色づく世界の明日から（クラスメイト）

2019年
- ヴィンランド・サガ（王室の女性）
- アニ×パラ〜あなたのヒーローは誰ですか〜（龍之介 母）

2020年
- 虚構推理（2020年 - 2023年、看護師A、山のあやかし、狛犬〈白〉、少年九郎、妖狐、原田美春 他） - 2シリーズ
- 文豪とアルケミスト 〜審判ノ歯車〜（音声、姉弟たち）

2021年
- 白い砂のアクアトープ（子供）

### 劇場アニメ
- 薄暮（2019年）
- 天気の子（2019年）

### ゲーム
- スターレット（2017年、ローラ）
- マーダーメイデン（2018年、霞鳥まどか[11]）
- ファイトリーグ（2019年、ハイカラ女学生 憑代あやめ[12]、おこめ伝導師 ハガマ タキ[13]）

### 吹き替え
- カクテルナイトフィーバー 〜シェイカーより愛をこめて〜（美女3 他）
- 沈黙の大陸（ファティマ 他[14]）

### 映画
- デッドボール（2011年） - 水着美女 役

### 舞台
- ジョーカンパニープロデュース公演「ほろほろ 本多劇場」（2006年） - 朝比奈 役
- サニーサイドウォーサー第8回公演「籠釣花街酔醒」（2007年） - おさき 役
- モエプロ第5回公演「未確認未来系少女アスカ」（2013年7月12日 - 15年、シアターKASSAI）
- Mrs.fiction ガチゲキ2 参加作品「毒を飲むより苦しいなんて」（2014年4月9日 - 20日、花まる学習会王子小劇場）[15]
- yoppy project last produce「BattleButler-Another-」（2020年2月26日 - 3月1日、六行会ホール）[16]

### シリーズ一覧
1. ↑  第1期（2017年）、第2期『烈日の黄金郷』（2022年）
2. ↑  Season1（2020年）、Season2（2023年）